# ماثيو ديلافيدوفا
ماثيو ديلافيدوفا (بالإنجليزية: Matthew Dellavedova)‏ مواليد 8 سبتمبر 1990، هو لاعب كرة سلة أسترالي يلعب مع فريق كليفلاند كافالييرز في الرابطة الوطنية لكرة السلة ويحمل الرقم 8. يبلغ طوله 6 قدم 4 بوصة (1.9 م).

## فرق لعب لها
- كليفلاند كافالييرز

## الميداليات
| الميدالية | المسابقة                             |
| --------- | ------------------------------------ |
| فضية      | بطولة أمم أوقيانوسيا لكرة السلة 2009 |
| ذهبية     | بطولة أمم أوقيانوسيا لكرة السلة 2011 |
| ذهبية     | بطولة أمم أوقيانوسيا لكرة السلة 2013 |

## روابط خارجية
- ماثيو ديلافيدوفا على موقع الاتحاد الدولي لكرة السلة (الإنجليزية)
- ماثيو ديلافيدوفا على موقع إن بي أي (الإنجليزية)
- ماثيو ديلافيدوفا على موقع سبورتس رفرنس (الإنجليزية)
- ماثيو ديلافيدوفا على موقع كرة السلة الأوروبية.كوم (الإنجليزية)
- ماثيو ديلافيدوفا على موقع إي إس بي إن.كوم (الإنجليزية)
- ماثيو ديلافيدوفا على موقع كلية كرة السلة في سبورتس رفرنس.كوم (الإنجليزية)
- ماثيو ديلافيدوفا على موقع ريلجم (الإنجليزية)
- ماثيو ديلافيدوفا على موقع بروبوليرز (الإنجليزية)
- ماثيو ديلافيدوفا على موقع سبورتس رفرنس (الإنجليزية)
- ماثيو ديلافيدوفا على موقع اللجنة الأولمبية الدولية (الإنجليزية)